# Philotheria apicemaculata
Philotheria apicemaculata är en insektsart som först beskrevs av Stsl 1855.  Philotheria apicemaculata ingår i släktet Philotheria och familjen Dictyopharidae. Inga underarter finns listade i Catalogue of Life.